# Rudolf Mansfeld
Rudolf Mansfeld (17 januari 1901 - 1960) was een Duits botanicus en specialist in gecultiveerde planten, orchideeën en wolfsmelkachtigen.

## Leven en werk
Hij kreeg zijn opleiding in Berlijn volgens de systematiek van Engler van Adolf Engler, en was meer dan twintig jaar werkzaam aan de Botanischer Garten Berlin in Berlijn-Dahlem, tot de botanische verzameling tijdens de Tweede Wereldoorlog bij bombardementen verloren ging. Hij ontwikkelde daar de principes voor de classificatie van gecultiveerde planten en maakte naam als expert in tropische plantenfamilies, vooral de orchideeënfamilie (Orchidaceae) en de wolfsmelkfamilie (Euphorbiaceae).
Na de oorlog werd hij aangeworven als laboratoriumtechnicus en kort daarna als wetenschappelijk assistent aan het Gatersleben Institute in Gatersleben, het huidige Leibniz Institute of Plant Genetics and Crop Plant Research (IPK). In 1949 werd hij directeur van het departement 'Systematik und Sortiment', en korte tijd later werd hij door de Deutsche Akademie der Wissenschaften aangesteld als professor en directeur van het Instituut. Deze aanstellingen hield hij aan tot zijn dood in 1960.
In Gatersleben hield hij zich vooral bezig met vragen rond algemene taxonomie en rond de infraspecifieke diversiteit van gecultiveerde soorten. Vooral zijn werk over de classificatie van gerst (Hordeum vulgare) en tarwe (Triticum aestivum) is hierin belangrijk. Mansfeld creëerde eveneens de wetenschappelijke basis voor het opzetten van uitgebreide collecties van levenskrachtige zaden van gecultiveerde planten, wat we nu kenen als genenbanken. Complementair legde hij, naar het voorbeeld van Berlijn-Dahlem, uitgebreide collecties van herbariumspecimens aan, nodig voor de identificatie van het genenbankmateriaal.
Maar Mansfeld is vooral bekend om zijn herhaaldelijk opnieuw uitgegeven Mansfeld’s Encyclopedia of Agricultural and Horticultural Crops (Encyclopedie van land- en tuinbouwgewassen), een werk van zes delen en 3.700 blz. Een groot deel van zijn kennis is opgenomen in de Mansfeld's World Database of Agriculture and Horticultural Crops, een online-database van het IPK met meer dan 6.100 cultuursoorten. Daarnaast was hij ook hoofdredacteur van het botanische tijdschrift Die Kulturpflanze vanaf volume 1 uit 1953 tot de laatste aflevering in volume 8, 1960.
Mansfeld was gehuwd en heeft twee zonen.